# Kim Hyesoon
Kim Hyesoon (Uljin, 26 de octubre de 1955) es una poetisa surcoreana.

## Biografía
Kim Hyesoon nació en Uljin, provincia de Gyeongsang del Norte, Corea del Sur. Se doctoró de literatura coreana en la Universidad Konkuk y debutó como poetisa en 1979 con la publicación de "Poetisa fumando un cigarrillo" (Dambaereul piuneun siin) y cuatro poemas más en la publicación Literatura e intelecto (Munhak kwa jisŏng) Es una poetisa contemporánea importante en Corea del sur, vive en Seúl y enseña escritura creativa en el Instituto de Artes de Seúl. Estuvo a la vanguardia de las mujeres que publicaron en la publicación literaria Literatura e intelecto.

## Obra
Kim Hyesoon empezó a recibir elogios de la crítica a finales de los noventa, y ella piensa que en parte se reconoció su obra porque por aquel entonces había una fuerte presencia de poetisas.
Ha ganado varios premios literarios, incluyendo el Premio Kim Soo-young de poesía (1997) por su poema "Una pobre máquina de amor", el Premio Sowol de poesía (2000) y el Premio Midang de poesía (2006), los premios más renombrados en materia de poesía. Kim Hyesoon fue la primera poetisa en recibir el Premio Kim Soo-young de poesía, el Premio de Poesía Contemporánea y el Premio Daesan de literatura.
Sus recopilaciones de poesía incluyen: De otra estrella (1981), El espantapájaros puesto por mi padre (1984), El infierno de una estrella (1987), El negativo de nosotros (1991), Mi Upanishad, Seúl (1994), Una pobre máquina de amor (1997), Al encargado de la fábrica de calendarios (2000), Un vaso de espejo rojo (2004), Tu primer (2008) y Pasta de dientes de la tristeza, crema de espejo (2011)
Ha participado en lecturas en festivales de poesía de todo el mundo: Centro de Poesía Smith College (2003), Festival de Poesía de Taipéi (2008), 41.° Festival internacional de poesía de Róterdam (2010), Festival de poesía de Berlín (2011), Parnaso de poesía de Londres (2012), etc.
Su habilidad como escritora reside en su facilidad para combinar imágenes poéticas con lenguaje experimental y a la vez basar sus poemas en una "escritura femenina" que se deriva de experiencias de mujeres. Su lenguaje es violento y lingüísticamente ágil, apropiado para los temas que toca normalmente, como la muerte o la injusticia. Muchas veces su poesía está marcada por el color de la sangre, como en Bebé rojo, Fluido embrionario rojo y Rocío rojo.

### Obras en coreano (lista parcial)
- Tto tarŭn pyŏl esŏ (De otra estrella), Munhak kwa chisŏng sa, Seoul, 1981
- Abŏjiga seun hŏsuabi (El espantapájaros puesto por mi padre), Munhak kwa chisŏng sa, Seoul, 1985
- Ŏnŭ pyŏl ŭi chiok (El infierno de una estrella), Ch’ŏngha Seoul, 1988. Reprinted by Munhakdongnae, 1997
- Uridŭl ŭi ŭmhwa (El negativo de nosotros), Munhak kwa chisŏng sa, Seoul, 1991
- Na ŭi up’anisyadŭ, Sŏul (Mi Upanishad, Seúl), Munhak kwa chisŏng sa, Seoul, 1994
- Pulssanghan sarang kigye (Una pobre máquina de amor), Munhak kwa chisŏng sa, Seoul, 1997
- Talyŏk kongjang kongjang jangnim poseyŏ (Al encargado de la fábrica de calendarios), Munhak kwa chisŏng sa, Seoul, 2000
- Han chan ŭi pulgŭn kŏul (Un vaso de espejo rojo), Munhak kwa chisŏng sa, Seoul, 2004
- Tangshin ŭi ch’ŏt (Tu primer), Munhak kwa chisŏng sa, Seoul, 2008
- Sŭlpŭmchiyak Gŏulcream (Pasta de dientes de la tristeza, crema de espejo), Munhak kwa chisŏng sa, Seoul 2011

### Ensayos
Para escribir como una mujer: Amante, paciente, poeta y tú (Seúl: Munhakdongnae, 2002) - ensayo sobre poesía